# Plutarc d'Erètria
Plutarc d'Erètria (grec antic: Πλούταρχος)  (Erètria, mil·lenni I aC - segle IV aC) fou tirà d'Erètria, una polis a l'illa d'Eubea.
Podria ser el successor immediat de Temisó i pertanyent a la seva família, però no hi ha constància documental de què sigui així. Va aconseguir la tirania i influenciat potser pel seu amic l'orador Míddies, l'any 354 aC va demanar ajut a Atenes contra el seu rival el tirà Càl·lies de Calcis, aliat de Filip II de Macedònia. Encara que Demòstenes es va oposar a donar-li cap suport, finalment el govern atenenc va acceptar enviar un contingent al front del qual es va posar a Foció, que va derrotar a Càl·lies a Tamunai.
En aquesta batalla l'actuació de Plutarc va posar en perill als atenencs i encara que segurament només va ser una precipitació en l'atac, Foció ho va considerar una traïció, el va tractar com a enemic i el va expulsar del govern d'Erètria.